# Emil Meynen
Emil Meynen (* 22. Oktober 1902 in Köln; † 23. August 1994 in Bad Godesberg) war ein deutscher Geograph und einer der führenden Raumplaner der Bundesrepublik Deutschland. Er war Mitherausgeber des Standardwerkes Handbuch der naturräumlichen Gliederung Deutschlands.

## Leben
Meynen studierte in Köln, Leipzig, Innsbruck und Berlin Geographie, Ethnologie und Geologie und habilitierte sich 1935 an der Universität zu Köln über „Deutschland und das Deutsche Reich“, wobei nach Meynen das Deutsche Reich nicht die ganze deutsche Nation umfasste. Wegen seiner Haltung zu Südtirol (das er als integralen Teil Deutschlands betrachtete) wurde das Buch 1937 zeitweise vom NS-Regime aus Opportunitätsgründen im Rahmen der Annäherung an Italien verboten.
Am 9. Dezember 1937 beantragte Meynen die Aufnahme in die NSDAP und wurde rückwirkend zum 1. Mai desselben Jahres aufgenommen (Mitgliedsnummer 5.852.217). Er gehörte zusätzlich dem NS-Lehrerbund, der Nationalsozialistischen Volkswohlfahrt und dem Bund Deutscher Osten an.
Von 1934 bis 1945 war Meynen Leiter der Geschäftsstelle der Volksdeutschen Forschungsgemeinschaften und half, die Annexion Österreichs 1938 vorzubereiten. Außerdem wurde ihm die „Medaille zur Erinnerung an den 1. Oktober 1938“ verliehen.
1938 gründete er die Sammlung Georg Leibbrandt, die geographische und völkerkundliche Informationen über die Sowjetunion sammelte – Georg Leibbrandt war Teilnehmer der Wannseekonferenz. Ab 1941 war Meynen Leiter des Amtes für Landeskunde im Reichsamt für Landesaufnahme, und ab 1943 erhielt er Aufträge von der „Forschungsstaffel z. b. V.“ des OKW, für die er unter anderem zur Literatur- und Luftbildauswertung über Osteuropa beitrug und Bevölkerungs- und „Rassen“-Karten der Sowjetunion erstellte, die von Wehrmacht und Einsatzgruppen verwendet wurden.
1946 und 1947 wurde er in Kransberg im Taunus inhaftiert und von den Besatzungsmächten politisch überprüft, wobei er ab 1947 wegen seiner Kenntnisse über die Sowjetunion bei der amerikanischen Militärregierung eine „Abteilung für Landeskunde“ leitete, in die er zahlreiche frühere Kollegen einschleuste.
1950 gründete er mit Walter Christaller und Paul Gauss den Deutschen Verband für Angewandte Geographie (DVAG).
1955 wurde Meynen zum Honorarprofessor an der Universität zu Köln ernannt und 1956 Direktor des Instituts für Landeskunde der Bundesanstalt für Landeskunde und Raumforschung. Von 1959 bis 1976 fungierte er als Vorsitzender des Ständigen Ausschusses für geographische Namen. 1969 erhielt er das Große Bundesverdienstkreuz. Am 25. Juni 1969 wurde ihm die Alexander-von-Humboldt-Medaille in Gold verliehen.
Meynen starb 1994 im Alter von 91 Jahren und wurde in der Familiengrabstätte auf dem Kölner Melaten-Friedhof beigesetzt. Sein Nachlass mit Unterlagen der Abteilung für Landeskunde und anderen Tätigkeiten Meynens befindet sich im Archiv für Geographie des Leibniz-Instituts für Länderkunde in Leipzig.

## Publikationen
- Amtliche und private Ortsnamenverzeichnisse des Deutschen Reiches und der mittel- und osteuropäischen Nachbargebiete 1910–1941. Berichte zur deutschen Landeskunde herausgegeben von der Abteilung für Landeskunde im Reichsamt für Landesaufnahme. Sonderheft 1 (1942), 1. Auflage Verlag S. Hirzel 1942, S. 1–162. Unveränderter Nachdruck durch: Institut für Landeskunde in der Bundesanstalt für Landeskunde u. Raumforschung, Bad Godesberg 1964 (Google Books).

als Herausgeber
- Emil Meynen (als Hrsg.): Deutsches Archiv für Landes- und Volksforschung. Hirzel, Leipzig H. 1, 1937 – 8, 1944[5]
- Emil Meynen und Josef Schmithüsen (Hrsg.): Handbuch der naturräumlichen Gliederung Deutschlands. Selbstverlag der Bundesanstalt für Landeskunde, Bad Godesberg 1953–1962
  - Geographische Landesaufnahme 1:200.000 – die naturräumlichen Einheiten Deutschlands (diverse Bände und Autoren, Bundesanstalt für Landeskunde 1952–1994)